# Línea 14 (Paraná)
Línea 14 es una línea de transporte urbano de pasajeros de la ciudad de Paraná, Argentina. El servicio está actualmente operado por la empresa Buses Paraná U.T.E. (Transporte Mariano Moreno S.R.L./ERSA Urbano). Es el único itinerario que llega al Aeropuerto y cruza la ciudad de este a oeste por la zona sur. Esta línea pertenece al Grupo 2.

## Historia
Surge en 1987, como un servicio directo de la antigua Línea 4 de Transporte Urquiza: Desde Casa de Gobierno al Aeropuerto. Con el paso del tiempo, pasó de transitar Avda. Newbery y Avda. Zanni; a continuar por calles como Salvador Caputto, Hernandarias y Alejandro Carbó. 
En enero de 2006, cuando quiebra Transp. Urquiza, es absorbida por Transporte Mariano Moreno y a mediados de año convertida en la nueva Línea 14.
Aún así, durante la década entre 2006-2016, se identificó como los ramales amarillo (Base Aérea - ex Línea 13) y azul (Aeropuerto) de la Línea 4, que a partir del cambio de sentido de las calles en julio de 2016, en Paraná, comenzó a identificarse como Línea 14 (lo mismo sucede con la Línea 12).
En julio de 2018, con los cambios de recorridos en la ciudad, agregó una bifurcación reemplazando al ramal verde de la Línea 2, en zona barrio Gazzano y calle Provincias Unidas; y parte de la Línea 9, en zona de barrios Antonini y Cuarteles.
Posteriormente, en noviembre del mismo año, reinstauró un servicio que por décadas llegó hasta el Parque Industrial Gral. Belgrano.

## Recorrido
Nuevo recorrido vigente desde 20/01/2025.   Elimina trayecto por calles Avda. Zanni, Avda. Almafuerte y bifurcación hasta Parque Industrial Gral. Belgrano. El recorrido único ahora ingresa a Barrio 144 Viviendas por calles Gdor. Tibiletti y Soldado Bordón, reemplazando al recortado trayecto de la Línea 23 y a la Línea 8 en Barrio Gazzano.

### Ramal Único:Aeropuerto-Casa de Gobierno(por Barrio Gazzano - Provincias Unidas)
Ida: Desde Aeropuerto, Salvador Caputto, Gdor.  Tibiletti, Soldado Bordón, Hernandarias, Gdor. F. Parera, Francisco Medus, Gdor. Ramón Mihura, Gdor. Tibiletti, Av. Pedro Zanni, O'Higgins, Leonidas Echagüe, Provincias Unidas, El Paracao, Gral. Alvarado, Alte. Dacharry, Cnel. Francisco Sayos, Juan de Arenales, O'Brien, Av. Ejército, Juan M. Gutiérrez, Cnel. Pirán, Italia, Santa Fe, Laprida hasta Córdoba.
Vuelta: Desde Laprida y Córdoba, Córdoba, Libertad, J. M. Paz, Gral. Galán, Hilario de la Quintana, Juan M. Gutiérrez, E. Caraffa, Cnel. Francisco Sayos, Juan de Arenales, Cnel. Francisco Sayos, Álvarez Condarco, El Paracao, Provincias Unidas, Leonidas Echagüe, O'Higgins, Av. Pedro Zanni, Gdor. Tibiletti, Gdor. Ramón Mihura, Francisco Medus, Gdor. F. Parera, Hernandarias, Soldado Bordón, Gdor. Tibiletti, Salvador Caputto hasta Aeropuerto.
Longitud: 26,2 km.

## Puntos de Interés dentro del recorrido
- Aeropuerto
- Parque Gazzano
- Centro de Referencia Dr. Oñativia "Corrales"
- Hospital Pte. Arturo Illia
- Hospital de la Baxada "Dra. Teresa Ratto" (a 200mts.)
- Cuarteles del Ejército Argentino
- Torre de comunicación de LT14
- Plaza Juan B. Justo
- Hospital San Martín
- Casa de Gobierno

## Paradas
Horarios actualizados a febrero de 2024, Paradas actualizadas a enero de 2025

IDA:
- 01 - Calle interna Aeropuerto (Aeropuerto Gral. Urquiza)
- 02 - Salvador Caputto y Ricardo Balbín
- 03 - Salvador Caputto y Crisólogo Larralde
- 04 - Salvador Caputto y Avda. Newbery
- 05 - Salvador Caputto entre Calle 504 y Santiago Cavallo
- 06 - Salvador Caputto y José Hernández
- 07 - Salvador Caputto y Calle del Candombe
- 08 - Salvador Caputto y Calle del Chamamé
- 09 - Gdor. Tibiletti a metros de Salvador Caputto
- 10 - Gdor. Tibiletti y Calle 1421
- 11 - Gdor. Tibiletti y Soldado Bordón
- 12 - Soldado Bordón y segunda calle paralela a Hernandarias
- 13 - Soldado Bordón y Hernandarias
- 14 - Hernandarias y El Tembetari
- 15 - Hernandarias pasando Salvador Caputto
- 16 - Hernandarias y Alberto Gerchunoff
- 17 - Hernandarias y Gdor. Enrique Mihura
- 18 - Hernandarias y Ovidio Lagos
- 19 - Hernandarias y Gdor. Faustino Parera
- 20 - Gdor. Faustino Parera y Dr. Francisco Medus
- 21 - Dr. Francisco Medus y Gdor. Ramón Febré
- 22 - Gdor. Ramón Mihura y Gdor. Procoro Crespo
- 23 - Gdor. Ramón Mihura y Gdor. Tibiletti
- 24 - Gdor. Tibiletti y Avda. Pedro Zanni
- 25 - Bernardo O'Higgins y Gdor. Celestino Marco
- 26 - Bernardo O'Higgins y Leonidas Echagüe (barrio Gazzano) posible parada nueva
- 27 - Leonidas Echagüe y Dr. Francisco Medus posible parada nueva
- 28 - Leonidas Echagüe y Gdor. Basavilbaso posible parada nueva
- 29 - Provincias Unidas y Juana Azurduy
- 30 - Provincias Unidas y Luis Sáenz Peña
- 31 - Provincias Unidas e Intendente Olleros
- 32 - Provincias Unidas y Liga de los Pueblos Libres
- 33 - Provincias Unidas e Intendente G. Palma
- 34 - Provincias Unidas y Coronel Uzin
- 35 - Provincias Unidas y Sara de Eccleston (Centro de Salud Pte. A. Illia)
- 36 - Provincias Unidas y Rubén Ghiggi
- 37 - Provincias Unidas y Almte. Sixto Barilari
- 38 - El Paracao y vías del ferrocarril
- 39 - El Paracao y Gabriela Mistral
- 40 - El Paracao y Dr. Saavedra Lamas
- 41 - Gral. Alvarado entre Ruben Alday y El Paracao (Hospital de La Baxada - 150 mts.)
- 42 - Cnel. Fco. Sayos y Sgto. García
- 43 - Cnel. Fco. Sayos y Tomás Guido
- 44 - Cnel. Fco. Sayos y Juan De Arenales
- 45 - Juan O'Brien y Cnel. Fco. Sayos
- 46 - Juan O'Brien y Avda. Ejército
- 47 - J. M. Gutiérrez e Hilario de la Quintana
- 48 - Cnel. Pirán entre Cnel. Arredondo y Teniente Martínez
- 49 - Cnel. Pirán y Cnel. Lagos
- 50 - Cnel. Pirán y Bvard. Perette (supermercado COTO)
- 51 - Italia y Sebastián Vásquez
- 52 - Italia y Paraguay
- 53 - Italia y Perú (club Recreativo)
- 49 - Santa Fe y 25 de Junio
- 50 - Santa Fe entre N. Laprida y Cervantes - Casa de Gobierno // Tribunales

VUELTA:
- 01 - Córdoba y Cervantes (Casa de Gobierno // Consejo de Educación)
- 02 - Libertad entre Gral. Urquiza y España
- 03 - Libertad y Ernesto Bavio (Escuela Primaria Nº 6 "Ernesto A. Bavio")
- 04 - Libertad y Montevideo
- 05 - Libertad e Ituzaingó
- 06 - Libertad y Durán
- 07 - José Maria Paz y Santos Vega
- 08 - José Maria Paz y Calle Del Tango
- 09 - Gral. Galán y Benjamín Virasoro
- 10 - Gral. Galán e Hilario de la Quintana
- 11 - Hilario de la Quintana y J. M. Gutiérrez
- 12 - J. M. Gutiérrez y Juan Miller
- 13 - Cnel. Fco. Sayos y Juan O'Brien
- 14 - Cnel. Fco. Sayos y Juan De Arenales
- 15 - Cnel. Fco. Sayos y Tomás Guido
- 16 - Cnel. Fco. Sayos y Sgto. García (Hospital de la Baxada - 200 mts.)
- 17 - Cnel. Fco. Sayos y Ruben Alday
- 18 - Álvarez Condarco y Juan Miller
- 19 - El Paracao entre Manuel Gericke y Dr. Saavedra Lamas
- 20 - El Paracao y Gabriela Mistral
- 21 - El Paracao y Rosario Vera Peñaloza
- 22 - Provincias Unidas y José Belbey
- 23 - Provincias Unidas y Teniente Giménez
- 24 - Provincias Unidas y Combatientes de Malvinas (Centro de Salud Pte. A. Illia)
- 25 - Provincias Unidas pasando Cnel. Uzin
- 26 - Provincias Unidas entre Int. Méndez Casariego e Int. Guillermo Palma
- 27 - Provincias Unidas y Liga de los Pueblos Libres
- 28 - Provincias Unidas e Int. Olleros
- 29 - Provincias Unidas e Int. Blanda
- 30 - Provincias Unidas y Miguel de Unamuno (barrio Gazzano) posible parada nueva
- 31 - Provincias Unidas y Leonidas Echagüe (barrio Gazzano) posible parada nueva
- 32 - Leonidas Echagüe y Gdor. Basavilbaso posible parada nueva
- 33 - Leonidas Echagüe y Dr. Francisco Medus posible parada nueva
- 34 - Bernardo O'Higgins y Gdor. Celestino Marco
- 35 - Bernardo O'Higgins y Avda. Pedro Zanni
- 36 - Gdor. Tibiletti entre Avda. Pedro Zanni y Gdor. Quiróz
- 37 - Gdor. Tibiletti y Gdor. Ramón Mihura
- 38 - Gdor. Ramón Mihura y Dr. Francisco Medus
- 39 - Dr. Francisco Medus y Gdor. Faustino Parera
- 40 - Gdor. Faustino Parera y Hernandarias
- 41 - Hernandarias y Ovidio Lagos
- 42 - Hernandarias y Gdor. Enrique Mihura
- 43 - Hernandarias y Las Fresias
- 44 - Hernandarias y Salvador Caputto
- 45 - Hernandarias entre Concordia y Calle 763
- 46 - Hernandarias y Soldado Bordón
- 47 - Soldado Bordón y segunda paralela a Hernandarias
- 48 - Soldado Bordón y Gdor. Tibiletti
- 49 - Gdor. Tibiletti y Calle 1421
- 50 - Gdor. Tibiletti y Salvador Caputto
- 51 - Salvador Caputto entre Calle de la Chamarrita y Calle del Chamamé
- 52 - Salvador Caputto y Calle del Candombe
- 53 - Salvador Caputto y Miguel David
- 54 - Salvador Caputto y José Hernández
- 55 - Salvador Caputto y Santiago Cavallo
- 56 - Salvador Caputto entre Avda. Newbery y Juan Torrealday
- 57 - Salvador Caputto y Crisólogo Larralde
- 58 - Salvador Caputto y Ricardo Balbín
- 59 - Salvador Caputto y calle ingreso a Aeropuerto
- 60 - Aeropuerto General Justo José de Urquiza